# Мор (Утопия)
Мор (Утопия) (также встречается вариант «Мор. Утопия»; за пределами СНГ — Pathologic) — компьютерная игра в жанрах приключения, боевика, ролевой игры, разработанная российской студией Ice-Pick Lodge и изданная компанией Бука 9 июня 2005 года. Получила награду как «Самый нестандартный проект» на Конференции разработчиков компьютерных игр.
Мор (Утопия) раскрывает судьбы трёх персонажей, оказывающихся в далёком городке в степи во время разгара страшной эпидемии смертельной инфекции. Иногда эта игра напоминает сложную сценическую постановку, где игроку предлагается роль не актёра, а режиссёра событий. Игра, по мнению критика Игромании Игоря Варнавского, является авторским проектом, неразрывно связанным со своими создателями, с заложенными в неё идеями, с мировоззрением руководителя студии Ice-Pick Lodge Николая Дыбовского.
Игра была переведена на английский, немецкий, итальянский, болгарский, чешский языки, а также при переиздании — на польский язык. Хотя название является отсылкой к роману Томаса Мора «Утопия», в одном из интервью Николай Дыбовский говорит: «Тут заключена некоторая ирония — к Томасу Мору это никакого отношения не имеет».
В 2015 году была переиздана в Steam как Pathologic Classic HD с улучшенной графикой и исправлением недоработок. В 2019 году был выпущен расширенный ремейк, названный «Мор» (Pathologic 2 для англоязычного рынка).

## Описание
Жанр игры смешанный. Разработчики говорили о «Море» с применением слов «ролевой элемент», «симулятор жизни», «экшен от первого лица», «квест», а также как о «симуляторе поведения человека в условиях эпидемии», «ориентированном на механизм принятия правильных решений». Тем не менее это в первую очередь построенный на диалогах детективный квест. Экшеном это является в последнюю очередь, так как герои игры не солдаты или наёмники, решают совсем другие задачи и с оружием обращаются плохо; к силовым методам прибегают только в случае крайней необходимости.
«Мор» можно бы было назвать ролевой игрой в традиционном смысле, тем более что из-за отсутствия статистики и какого-либо самосовершенствования вживление в роль усиливается. Игрок чувствует себя нормальным человеком, стремящимся хоть как-то облегчить страдания других не ради награды, а ради простой благодарности. Эмоции делают персонажей живыми, протагонисту свойственны простые человеческие потребности. Вид от первого лица и полное отсутствие элементов интерфейса на экране способствуют вживанию в роль.
Игра предлагает выбор из трёх протагонистов: Бакалавра, Гаруспика и Самозванки (возможность пройти игру за последнюю открывается только после прохождения за первого или второго). Это означает разные взгляды на одну трагедию, совершенно разные подходы к выживанию и мотивы. Каждый из протагонистов обладает своими особенностями, возможностями, располагает разными ресурсами и встречает своё отношение со стороны прочих персонажей; для каждого есть свой принцип эффективного выживания.

Клара сотворяет чудо

Главные герои — бакалавр медицинских наук Даниил Данковский, гаруспик Артемий Бурах и девочка по имени Клара — появляются в городе одновременно, каждый по своим личным причинам.
- Даниил Данко́вский (Бакалавр), светило столичной медицины, приезжает в надежде встретиться с бессмертным человеком, Симоном Каиным, успевшим прожить более 150 лет. Он надеется, что это позволит ему сохранить от давления Властей на его лабораторию и совершить прорыв в области танатологии[7]. По приезде, однако, его ждут плохие новости — Симона нашли мёртвым, и поиски возможного убийцы становятся новой целью отчаявшегося и разбитого столичного учёного[6]. Данковский — интеллектуал, человек высшего света, который берёт на себя ответственность, он борец[8].
- Артемий Бу́рах (Гаруспик), сын местного знахаря, несколько лет назад покинувший город, чтобы отправиться учиться в университет, в спешке возвращается домой, встревоженный письмом своего отца. Исидор Бурах, предчувствуя скорую кончину, хочет передать Артемию его законное наследство[7][9]. Артемий — студент-хирург и ойнон, знахарь, продолжающий традиции города, который собирает травы, готовит твириновые экстракты, вскрывает людей и погружается в знания предков[8].
- Клара (Самозванка) приходит в себя на кладбище. Она не может вспомнить, кем она была раньше и как попала в город, но она чувствует в себе какую-то светлую силу и хочет совершить чудо[9]. Её называют по-разному: воровкой, чумой и святой. Ей не доверяют, принимая за сестру-близняшку, которую встречают в чумных кварталах. Своими руками она может исцелять и убивать, ей дано проникать в души людей и заставлять их говорить правду[10]. Она может стать новой Хозяйкой Земли[8].

Все трое персонажей участвуют в игре одновременно, вне зависимости от того, кем из них играет игрок. Иногда они пересекаются, помогая друг другу или преследуя друг друга. Окончательный вариант истории «Мора» будет известен лишь при тесном знакомстве со всеми тремя и повторных перепрохождениях, открывающих другие пласты происходящего. Для новичка разработчики игры рекомендуют последовательное прохождение игры сначала за Бакалавра, затем за Гаруспика и Самозванку.
Сценарий каждого из персонажей разительно отличается от двух других и имеет свой собственный логический финал. Однако при помощи другим главным героям в конце игры, они могут предложить свою концовку.

### Выживание
Протагонист имеет параметры «репутация», «здоровье», «усталость», «голод», «иммунитет», «инфекция», которые необходимо поддерживать в оптимальном состоянии. Еда, лекарства, одежда и оружие стоят денег, притом что персонаж лишён их и не имеет внятных источников дохода. Репутация зависит от действий, которые могут повысить или понизить её. Для того, чтобы иметь возможность купить еду, цены на которую невероятно взлетают, игроку приходится побираться, собирая по мусорным бакам бутылки и другие предметы, и обмениваться с другими персонажами. Также невозможно обходиться без сна: если персонаж не будет спать, то упадёт в обморок и позже умрёт. Забота о здоровье также необходима, особенно в случае заражения (а также конфликта с бандитами и мародёрами). У больного случаются приступы, а болезнь смертельна. Иммунокорректоры повышают иммунитет и снижают вероятность инфицирования. Антибиотики уменьшают популяцию бактерий в организме. Анальгетики восстанавливают силы во время сна. Перевязочные средства помогают немного улучшить самочувствие. При этом размер инвентаря невелик. Лучшая ориентация в городе повышает шансы на выживание.
В целом игра призывает идти путём добра, однако можно выбрать и противоположный путь. Такой выбор даётся на протяжении всей игры. Игроку позволено вступать в конфликт с собственной совестью.
На игру отмерено 12 дней игрового или 24 часа реального времени. Это время можно провести по своему усмотрению, свобода действий ограничена лишь возможностями игрока. Другие персонажи не ждут действий игрока и живут сами по себе.
Реальное время предполагает смену дня и ночи, и каждый день перед игроком ставятся задачи. В случае невыполнения основной задачи умирает один из ключевых персонажей; в первый день им является протагонист. Главными врагами персонажа являются время и собственная физиология; задания игры опциональны, а главной является задача выжить. Квесты в рамках одного дня характеризуются нелинейностью, часто решаются несколькими способами и приводят к разным результатам. Иногда они сплетаются, и выполнение одного отменяет выполнение другого. Вариативность действий отражается в диалогах, которые позволяют в том числе проявить уважение или, наоборот, съязвить, но в зависимости от конкретной ситуации могут обернуться добром или злом. Персонажи извещают о своих просьбах письмами, однако некоторые квесты не предполагают писем.
«Мор (Утопия)» имеет высокую сложность. Протагониста может убить метко брошенный нож, а необдуманная фраза стать фатальной. Велик риск подхватить Песчаную Лихорадку. Инвентарь ограничен по размеру, вещи быстро приходят в негодность, оружие неэффективно и часто ломается. На выполнение заданий, особенно за Бакалавра, катастрофически не хватает времени.
Экономика в игре заставляет задуматься о правильном использовании имеющихся средств. Цены в магазинах значительно меняются в зависимости от обстановки в городе, но ни один предмет не имеет конкретной стоимости. Одну и ту же вещь можно продать за бесценок или выгодно обменять. Первым источником полезных предметов для обмена являются мусорные баки, которые можно обследовать на наличие стеклотары.
Помимо дохода от продажи предметов и выполнения просьб населения города деньги можно получить на крысиных бегах. Для этого за хвост ловится живая крыса и приносится на определённый склад в районе мясоперерабатывающего завода. В случае победы крысы в забеге протагонисту выдаётся пятьсот монет.

### Песочная Язва
Песочная Язва, чума, охватившая город, является метафорой зла и создаёт ситуацию, в которой бесполезно убивать телесных врагов, к чему привыкли игроки. Зло всё равно окружает их. Чума перемещается по улицам в виде невидимых сгустков, засечь которые можно только с помощью специального визора. Больные, замотанные в тряпки, также разносят чуму, протягивают руки к протагонисту и хватают за одежду.
Страшная эпидемия несколько лет назад уже посещала город и сейчас вернулась вновь. Тогда дети придумали «порошочки», играя в чуму, и некоторые из этих «порошочков» оказались действенными лекарствами, хотя и выжигали внутренности.
Эта болезнь страшнее чумы. Она возникает из ниоткуда, быстро опустошает кварталы и бесследно исчезает, чтобы появиться в другом месте. Её не останавливают кордоны, огнемёты и антибиотики. В заражённом квартале дома покрыты пятнами кровавой плесени.
Песочная Язва передаётся воздушно-капельным, контактным путём, а также через мясо заражённых быков и коров. Бактерии болезни способны жить лишь в живом теле, из трупов они исчезают спустя несколько часов после смерти. Наибольшая концентрация бактерий наблюдается в сердцах заражённых, так как бактерии создают колонии в сердцах. При смешивании настойки из местной травы «твири», способной играть роль иммуностимулятора в мире игры, и крови или измельчённых органов заражённых можно получить селективный антибиотик, именуемый создателем «мёртвой кашей», и приостанавливающий развитие болезни. Если вместо органов заражённых использовать кровь местного полумифического божества — аврокса, гибрида человека и быка — то результатом смешивания является «панацея», вещество, полностью излечивающее человека от Песочной Язвы. Заболевание Песочной Язвой в итоге приводит к смерти, но некоторые люди в силу физиологических особенностей способны чуть больше сопротивляться болезни. Болезнь не всегда развивается при контакте с бактериями, иммунная система в ряде случаев способна справиться с болезнью.
В игре есть множество версий происхождения Язвы, но многие из них не выглядят достоверными. Под городом течёт веками сливавшаяся в подземные ямы кровь быков, ставшая священной кровью аврокса, и именно кровь, а вовсе не источник Песчаной Язвы, является тем, чего касается основание Многогранника.

### Город

Карта игрового мира

Город выдернут из времени и пространства; неизвестно ни его географическое, ни его временное положение. В таком виде он представляет собой подготовленную для последующего действия сцену.
Расположен город в степи на краю болот. Он поделён рекой на три части, различающиеся архитектурой. От края до края его можно пройти за 5—7 минут реального времени. Внутри районов много типовых зданий, однако выделяются дома Приближенных, а также строения вроде театра, Многогранника или Термитника. В центральных районах города высятся странные руины, а на окраинах — пугающие жертвенные алтари и Термитник — пугающий барак для чернорабочих. Городской театр превращается в мертвецкую, несмотря на то, что в нём продолжают разыгрываться пантомимы, которые мистически связаны с реальными событиями.
В городе расположены два здания-колосса, которые противостоят друг другу. Это Бойни, монументальное сооружение громадного размера, питающее город, и Многогранник — необъяснимая и загадочная конструкция, в которой играют дети, не пуская туда взрослых. В Многогранник очень трудно попасть, он скрывает истинные причины происходящего. Это сокровищница иллюзий и цитадель снов, самое чудесное человеческое творение в истории.
За пределами города раскинулась бескрайняя дикая степь, в которой растёт множество дурманящих трав (несколько видов твири, савьюр и другие), которые зовут из земли Травяные Невесты и собирают эксцентричные существа — отшельники-Черви. Эту траву используют знахари и богемные наркоманы, предающиеся декадансу в кабаке. Также из твири готовят твирин, в том числе запрещённый чёрный твирин. Степной народ покупает человеческую кровь и органы и поит ими землю. Тех, кто работает в Бойнях, люди называют одо́нгами.
В восемь часов вечера начинает темнеть, а к девяти наступает тёмное время суток. В это время на улицы города выходят бандиты с ножами.
В городе есть много своеобразных традиций. На могилы приносят хлеб и молоко. Люди верят в шабна́к-ады́р, степную людоедку, слепленную из глины и костей, и странное существо, что ходит возле кургана Раги.

### Люди
Социум создан достоверный, хотя и нарочито искусственный. Забойщики скота устраивают кулачные бои. В городе можно найти неожиданных людей, посвятивших свою жизнь реализации безумных фантазий. Особую роль играют дети, которые рассказывают недетские истории и готовы обменять на безделушки недетские вещи (например, медикаменты, в том числе и наркотические анальгетики и патроны). Они живут и чувствуют совсем по-другому, они единственные, кто знает, что делать. Все это придаёт оттенок гротескности, сюрреалистичности.
Правителем города является Симон Каин, удивительный человек, являющий собой пример необъяснимого долголетия и своего рода хранитель души города.
Власть в городе принадлежит трём правящим семьям: Каиным, Ольгимским и Сабуровым. Взаимная неприязнь и интриги властвующих домов поддерживают равновесие в городе.
- Ка́ины — большая влиятельная семья, живущая в особняке «Горны», втайне изучающая запретные науки и практикующая их. Главным в доме является Симон — могучий интеллектуал, несгибаемый лидер и авторитетный политик. Именно он обеспечил семье Каиных тот авторитет, который они имеют. Постройка архитектурного ансамбля Многогранника была его инициативой. Симон позволял семье пытаться достичь невозможного, при этом не навлекая на себя гнев населения и не вызывая праздного любопытства. Каиным выгодно явное бессмертие Симона, поскольку его смерть означает не только падение авторитета дома, но и падение города, нарушение поддерживаемого Симоном порядка[10].
- О́льгимские — семья, живущая в особняке «Сгусток». В их обязанностях следить за экономикой. Им принадлежат скотобойни, заводы, склады и корпуса огромного серого Термитника. Влад Ольгимский — глава семьи — старается нигде не упустить собственной выгоды. Оттого-то, наверное, многие Ольгимских не любят, хотя они, безусловно, люди сильные, волевые и всегда стараются сдержать данное обещание.
- Сабу́ровы — немолодые супруги Александр и Катерина, живущие в особняке «Стержень». Александр олицетворяет исполнительную власть, ему подчиняются патрульные, они принимают решения об оцеплении заражённых районов, расправах над мародёрами, убийцами и ворами. А Катерина — Хозяйка, пронзаемая постоянной болью и принимающая морфий, проповедующая идеалы Смирения[10].

Всего в игре 27 живых персонажей. Общество города делится на два круга — Простолюдины и Приближенные. Основными персонажами игры являются Приближе́нные (по словам Марии Каиной, произносится именно приближе́нные — по аналогии с блаженные) — неординарные жители города. Каждый герой имеет своих Приближенных, за которыми он обязан следить и хранить их от опасностей, так как они — ключ к успеху.
Приближённые Бакалавра (Утописты):
- Мария Каина, дочь Виктора и Безумной Нины, очень решительная, красивая и своенравная девушка, ведьма, готовится стать Алой Хозяйкой[10].
- Виктор Каин, младший брат Симона Каина.
- Георгий Каин, пожилой Судья[10], брат Симона Каина, после смерти последнего выполняет функции главы семьи.
- Ева Ян, влюблённая в Бакалавра куртизанка, чистая душа, живущая в особняке «Омут»[10].
- Петр Стаматин, вечно пьяный и невообразимо талантливый архитектор, создатель Многогранника. Вместе с братом-близнецом Андреем перебрался в город из столицы несколько лет назад по приглашению Каиных, в надежде реализовать свои архитектурные замыслы, что ему вполне удалось. Был влюблён в «Безумную» Нину Каину, вдохновившую его на создание Многогранника и «Лестниц в Небо»[10].
- Андрей Стаматин, архитектор и хозяин твиринового притона, известен в местных криминальных кругах, скупает степные травы (для дурманящих и алкогольных настоек) и конфликтует с местным населением по вопросам традиционной морали. Влюблён в Еву Ян, отчаянно защищает своего талантливого и запойного брата от неприятностей[8].
- Влад Ольгимский-Младший, старший непутёвый сын Ольгимского, изучает Уклад, местные предания, пытается открыть загадки Степи[10].
- Марк Бессмертник, режиссёр местного театра масок, автор пророческих постановок о городе и судьбах его жителей[8].

Приближённые Гаруспика (Термитцы, Дети):
- Капелла (Виктория Ольгимская), лидер городских детей, планирует в будущем духовное и политическое переустройство города при поддержке самых неординарных сверстников, всеобщая любимица, будущая Светлая Хозяйка[10].
- Спичка, любопытный беспризорник, знающий все лазы в городе. Друг Капеллы. Сам по себе[10].
- Ноткин, увёл часть детей из Многогранника и организовал их в банду двудушников, обитающую в районе городских складов. Конфликтует с обитающими там же преступниками во главе с Грифом, а также с песиголовцами (ещё одной городской ребяческой бандой). Друг Капеллы[10].
- Хан (Каспар Каин), сын Виктора Каина, лидер детей Многогранника, организовавший его изоляцию с начала эпидемии и защиту по прибытии в город военных. Обручён с Капеллой[10].
- Тая Тычик, маленькая дочь покойного коменданта Термитника, Мать-Настоятельница Уклада, которой беспрекословно подчиняются, её авторитет основан на местном культе, характер которого не слишком ясен. Заботится о рабочих Боен[10].
- Мишка, сирота, странная девочка, живущая в вагончике за Станцией[10].
- Ласка, смотрительница кладбища, дочь покойного пьяницы-смотрителя, несколько не в себе — «блаженная», заботится о мёртвых и разговаривает с ними, как с живыми[10].

Приближённые Самозванки (Смиренники, Отверженные):
- Гриф, контрабандист и бандит, лидер местной воровской шайки[10].
- Оспина, мятежница-степнячка, близкая у Укладу, ведьма, «дочь Земли»[10].
- Анна Ангел, певица без голоса из Каравана Бубнового Туза, похищавшего детей по всей стране[10].
- Старшина Оюн, глава Уклада, не знающий линий, убил Исидора Бураха, собиравшегося оспорить его старшинство в Укладе[10].
- Юлия Люричева, мистик-рационалист, фаталист-теоретик, создательница детерминистской гипотезы «растяжек судьбы». Пыталась перекроить будущее города руками семьи Сабуровых с помощью новой «религии» смирения[8].
- Лара Равель, дочь военного преступника, посвятившая свою жизнь оправданию отца, содержит в своём доме приют[8].
- Катерина Сабурова, Хозяйка Земли, наркоманка-морфинистка, лжепророчица, находящаяся во власти Крысиного Пророка и собственного бреда, подвижница новой религии смирения, приёмная мать Самозванки-Клары[10].
- Александр Сабуров, комендант города, приёмный отец Самозванки-Клары, ведёт расследование, надеясь найти виновного в начале эпидемии, во всём поддерживает свою жену, считается с её пророчествами[10].
- Станислав Рубин, местный лекарь, ученик Исидора Бураха и друг детства Артемия Бураха, создал сыворотку от Песчаной Оспы из крови Симона Каина[10].

С прибытием правительственного Инквизитора Аглаи Лилич все правящие семьи теряют реальную власть, а с прибытием Полководца Александра Блока начинается новое противостояние. Пришедший спасти стремится разрушить город, а пришедший уничтожать — пытается сохранить.

## Разработка игры
«Мор (Утопия)» — детище руководителя Ice-Pick Lodge Николая Дыбовского. В студенческие годы Дыбовский, сын театральных критиков, увлекался настольными ролевыми играми наподобие Dungeons & Dragons и загорелся мыслью сделать из такой игры «интерактивный спектакль» или «постановочную игру». Товарищи Дыбовского по «интерактивному спектаклю» плохо понимали его замыслы, и Дыбовский затеял разработку уже компьютерной игры — «я начал делать вещь для какого-то Одного Игрока, требовательного, но понимающего и благосклонного, вроде Господа Бога». Одногруппница устроила ему встречу с продюсером компании «Бука», одного из крупнейших издателей игр в России — на этот питчинг Дыбовский принес ватманы с иллюстрациями, отрисованными на студии «Пилот», и написанный им самим 86-страничный документ с описанием будущей игры — этот дизайн-документ был написан скорее как исторический роман. Генеральный директор «Буки» Александр Михайлов вспоминал, что рассылал этот текст знакомым, даже далёким от игровой индустрии, «почитать для удовольствия». 
Произведение не сочиняется, а угадывается. Оно существует изначально: но кто-то один оказался в удачное время в удачном месте и через него оно начинает просачиваться в мир – если, конечно, это не графомания, а истинное произведение, угодное Божьей воле. Произведение – уже сформированное где-то там, в сфере Нуса – диктует свою волю людям.
«Бука» не решилась немедленно финансировать игру, но потребовала предоставить демоверсию, которую Дыбовский и набранная им по объявлениям команда сделали за полгода — эта демоверсия должна была скорее подтвердить, что у проекта есть программист, способный реализовать задуманные идеи. Дыбовский потратил на эту первую версию игры 12500 долларов США, из которых, по собственным словам, 4 тысячи выиграл в покерных клубах, а остальные деньги ему дал отец. Собственно разработку демоверсии вели в общежитии Московского физико-технического института — здесь учился программист Айрат Закиров, который позже стал и деловым партнером Дыбовского. Всего над игрой в этот период трудилось девять человек. Дыбовский и Закиров приглашали в команду предрасположенных к реализации именно этой игры людей; единению способствовало и малое число людей в команде. По мнению Дыбовского, в разработке игры существовала очень высокая степень согласия команды, некая духовная общность, в которой все ключевые люди одинаково хорошо чувствовали игру; сам процесс творчества он описывал в терминах мистического откровения, где руководитель разработки («режиссер») лишь направлял команду, а «талантливые мастера» в её составе чувствовали «направленное послание», и их интерпретации игры гармонично собирались в одно целое. 
Игра задумывалась как эксперимент, но не социальный, а художественный — как некий полезный прибор. Но, по мнению Николая Дыбовского, игра, претендовавшая быть искусством, им не стала, поскольку недостаточно цельна и требует рационального анализа для полного восприятия. Изначально она должна была быть двухмерным симулятором действий врача в заражённом городе (с рабочим названием «Эпидемия»). Во время задумки «Мора» на Дыбовского произвела впечатление игра-эроге True Love — остро изобразившая чувство невозвратимо уходящего времени, детства. Возможно, отсюда в «Море» родилась тема гибнущего детского королевства. Изначальный концептуальный стержень в виде сценического этюда позже очень далеко ушёл от театра. За основу были взяты общепринятые шаблоны компьютерных игр (набор элементов RPG, FPS и приключений, который потом породил клеймо «жанровый микс») и были с некоторым успехом переосмыслены. Николай Дыбовский утверждает, что «Мор (Утопия)» не является survival horror, как считают некоторые люди. Он создавал игру такой, чтобы увести игрока от страха и агрессии (исключая места, где без страшного невозможно было обойтись). В то же время игра недружелюбна к игроку, сконструирована так, чтобы обмануть его, скрыть самое интересное. В ней заложено несколько важных идей, и нашедшие их, возможно, даже пересмотрят свои взгляды на мироустройство.
Через полгода после сдачи демоверсии Дыбовский позвонил в «Буку» и узнал, что проект одобрен — в 2002 году новообразованная студия Ice-Pick Lodge подписала контракт с «Букой». По первоначальным планам создание игры должно было занять полтора года и обойтись в 68 тысяч долларов США; на практике разработка заняла вдвое больше и стоила 212 тысяч долларов. Михайлов, впрочем, отмечал, что срыва дедлайнов ожидали, и в бюджет были заложены дополнительные средства. Дыбовский взял на себя всю текстовую часть игры — в определённый момент количество слов в ней превышало 500 тысяч. Обычно игры того времени содержали не более 200 тысяч слов текста, и такой огромный объем текста порождал проблемы как с озвучиванием диалогов, так и с локализацией для западных стран. Разработка часто простаивала, поскольку Дыбовский не мог найти вдохновение для работы над текстом; он, по собственным словам, даже четырежды принимал ЛСД в поиске новых идей, но каждый раз разочаровывался — «видел только то, что и так было внутри головы». Продюсер игры Иван Бунаков вопреки желанию Дыбовского начал сокращать объемы текста и количество сюжетных линий — объем текста в игре сократился до 120 тысяч слов, а из семи изначально задуманных для игры персонажей остались три. Чтобы сэкономить на озвучивании, разработчики приняли решение озвучить только самые первые реплики персонажей; прочий текст игрокам предлагалось читать. Такое решение позволило Дыбовскому переписывать текст почти до самого релиза.
Первоначальным названием игры было «Эпидемия», однако оно оказалось весьма широко распространено. В частности, в то же время в том же городе уже существовала одноимённая группа. Тогда Ice-Pick Lodge создали другое — «Мор (Утопия)», в котором правильное написание — именно в скобках, поскольку так слово «утопия» может пониматься как жанр игры «Мор» аналогично «Мёртвые души (поэма)» Гоголя. Это название долгое время не нравилось издателям. В английском варианте названия не работала игра слов, и англоязычный вариант названия утверждали около трех месяцев — разработчики предлагали варианты наподобие Forbidden Miracle (с англ. — «Запретное чудо») или Town of the Doomed (с англ. — «Город обречённых»); продюсеру Ивану Бунакову принадлежал «странный» вариант Dukka! — «ничего не значит... зато звучит!».
Всю музыку для игры (32 трека) написал звукорежиссёр этого проекта, российский музыкант Андриеш Гандрабур (Москва).
Рекламная кампания игры была сознательно направлена на профессиональное сообщество разработчиков игр и игровых журналистов, а не потенциальных покупателей: по словам пиарщицы студии Гаухар Алдияровой, такая стратегия в те годы была оправдана — все финансирование исходило от компании-издателя, и она же определяла тираж будущей игры,  ориентируясь на публикации в СМИ и призы с выставок. На конференции КРИ сотрудники Ice-Pick Lodge устроили перформанс — оделись врачами-эпидемиологами и пытались «реанимировать» бутафорский труп.

## Мнение игровой прессы, награды и продажи
| Сводный рейтинг       | Сводный рейтинг                |
| Агрегатор             | Оценка                         |
| --------------------- | ------------------------------ |
| GameRankings          | 66 % (оригинал) 74,56 % (HD)   |
| Иноязычные издания    |                                |
| Издание               | Оценка                         |
| GameSpot              | 6,6/10 (критики) 7/10 (игроки) |
| Русскоязычные издания |                                |
| Издание               | Оценка                         |
| Absolute Games        | 85 %                           |
| «PC Игры»             | 8/10                           |
| «Игромания»           | 5/10 8,5/10 (HD)               |
| «НИМ»                 | 8,1/10                         |
| «Страна игр»          | 6/10                           |
| Мир Фантастики        | 9/10                           |
| Виртуальные радости   | 9/10                           |
| XS Magazine           | [ 26 ]                         |
| Домашний ПК           | [ 2 ]                          |

«Мор (Утопия)» получила смешанные рецензии — от разгромных до восторженных. Так, обозреватель Game.EXE Александр Башкиров (под псевдонимом «Маша Ариманова») называл игру «жутким межжанровым Франкенштейном», «кунсткамерой с неплохой литературной основой» и «неудачной попыткой доведения до самоубийства». Его негодование вызывала и устаревшая графика, лишённая спецэффектов, и отсутствие тех элементов компьютерных ролевых игр, ради которых обычно играют в подобные игры, и незащищенность персонажей, и идущие в реальном времени задания. Башкиров положительно отозвался о сюжете игры, но в целом о «Море» как игре заключил, что первую работу Ice-Pick Lodge интересно «препарировать», но неинтересно употреблять в духовную пищу. Ещё более отрицательную рецензию написал обозреватель «Игромании» Игорь Варнавский — он охарактеризовал диалоги в игре как «сплошной поток сознания» и «ночной кошмар любого редактора», кишащий, по его мнению, стилистическими ошибками, боевую систему назвал «кошмарной ровно настолько, насколько это возможно» и в целом заключил, что игра является неприятной и отталкивающей не из-за каких-то элементов хоррора, а из-за «дискомфорта от ужасной графики, “непричесанных” диалогов и занудного геймплея». Хотя тогдашняя система оценок «Игромании» включала в себя пункт «оригинальность», Варнавский оставил эту графу пустой, заявив, что «ничего особенно оригинального в игре действительно нет». Спустя 10 лет, аналогично Mafia II, был выпущен более положительный обзор на HD версию.
Старейший русскоязычный игровой сайт Absolute Games, напротив, опубликовал чрезвычайно положительную рецензию на игру, оценив её в 85 % со статусом «хорошо». Журналисты положительно отозвались почти обо всех аспектах и элементах игры. Сюжетная история была названа ценнейшим компонентом игры. Сюжет оригинален, непредсказуем, имеет несколько вариантов прохождения и концовок, что стимулирует игрока к повторному прохождению. Атмосфера игры, создающая «мистическую подоплёку, ощущение потерянности и безысходности», также была положительно оценена. Журналисты похвалили проработку характеров персонажей игры и «потрясающие насыщенностью» диалоги. Общий геймплей и дизайн уровней также понравились обозревателям. Среди недостатков были отмечены слабая техническая сторона игры, графический движок игры был назван «симпатичным», хотя и таким, который явно проигрывает конкурентам. Рецензенты отрицательно отозвались о моделях персонажей, которые имеют плохое качество, а небольшое их количество приводит к тому, что «по улицам преспокойно разгуливают совершенно одинаковые жители». Озвучивание игры было названо «более чем скромным», а музыкальное сопровождение — наоборот, замечательным. В вердикте журналисты назвали «Мор (Утопия)» несомненным достижением российской игровой индустрии: «Обладающий чертами нескольких жанров, „Мор“ — это, в первую очередь, великолепная история, при каждом пересказе звучащая чуть иначе. Волшебно и незабываемо».
Журнал «PC Игры» назвал игру «одной из лучших на свете, но совсем не для всех». Журнал «XS Magazine» высказался о «Мор (Утопии)» как о настоящем артхаусе. Журнал «Страна игр» резюмировал так: «Не самая удачная попытка перенести „живые“ ролевые игры в компьютер».
Газета «Виртуальные радости» сочла игру загадкой, где за «симулятором поведения человека в условиях эпидемии» скрываются «литературный язык, душевная музыка, мистический сюжет и три истории, сплетающиеся в единый, печальный роман». Она считает «Мор (Утопию)» «одной из немногих игр, что заставляет почувствовать себя человеком».
В силу своей специфичности, давящей атмосферы безнадёжности и ориентированности на симуляцию происходящего, где-то к 7-му дню возникает желание выйти на свежий воздух, улыбнуться Солнцу, пробежаться по травке и поблагодарить бога за то, что эта игра никогда не переступит через экран монитора. В такие моменты рекомендую просто отдохнуть пару дней. «Мор. Утопия» терпелива. Поселившись на жёстком диске, она не спешит с него уходить и периодически манит своим ярлычком охотников за необычными ощущениями.Lockust, газета «Виртуальные радости»
Критики говорили, что игроки не поймут игру, поскольку необразованны и любят более простые игры, однако получилось наоборот. Игроки поняли «Мор. Утопию» лучше, чем критики, и оценили соответственно. Так, после разгромного обзора «Игромании» форум и электронная почта журнала заполонили критические письма поклонников игры. Благодаря им же «Мор. Утопия» хорошо себя показала в голосовании за игру месяца на сайте журнала. Такая разница в оценке игры журналистами и игроками была отмечена журналом в статье об итогах 2005 года.
Многие представители интеллигенции, в частности молодёжной, считают, что «Мор» мог бы быть хорошей книгой, радиопьесой, фильмом или настольной игрой, отдельно подчёркивая интересность мифологии степного Уклада и взгляды правящей элиты на жизнь.
С коммерческой точки зрения игра не провалилась — игра продавалась во всей Европе, большей части Азии и в Латинской Америке, и деньги с продажи прав на издание за рубеж позволили «Буке» вернуть предыдущие вложения — но и не имела успеха. В России было продано менее 50 тысяч дисков с игрой — по словам генерального директора «Буки» Александра Михайлова, хорошим мог считаться тираж от 100 тысяч копий. Дыбовский в интервью Gametech подтверждал, что игра едва окупилась, хотя и считал, что при более умелой маркетинговой политике издателя игра могла принести неплохую прибыль.

### Оценки технической реализации
Техническая сторона игры имеет ряд существенных недостатков, которые окупаются её сюжетом и атмосферой. Движок игры, хотя проигрывает многим западным современникам, демонстрирует симпатичную картинку. Присутствует изменение погоды.
Однако визуальный ряд игры временами не дотягивает даже до уровня Morrowind; это касается моделей персонажей и типичности городских построек. Лишь уникальные здания и их внутреннее убранство сделаны хорошо. Персонажи-горожане имеют одинаковые модели. Фигуры моделей сделаны грубо, даже в случае ключевых персонажей.
Звуковое оформление достаточно бедно: эффекты впечатления не производят, а озвучивание диалогов отсутствует и заменяется парой фраз в начале. Однако этого нельзя сказать о музыке в игре — она очень атмосферна, имеет свой стиль, изменяется при переходе от одной локации к другой.
Интерфейс игры не отличается особенным удобством, так как требует для просмотра характеристик и заданий открывать много окон. Управление в игре осуществляется типичной для экшенов WASD-раскладкой. Боевая система сделана очень плохо.
Для полноценного прохождения игры за Самозванку требуется установить патч. Сама игра изобилует багами и ошибками, но некоторые из них, тем не менее, можно использовать в своих целях, например, NPC иногда не забирают предметы после сдачи задания, или наоборот, добавляют их в инвентарь игрока. В непатченной версии можно было получить большое количество винтовок и ампул с вакциной. В одном из квестов, когда Петру Стаматину нужно было принести 10 бутылок «твирина», спиртовой настойки на травах, Петр, от случая к случаю, забирал меньшее количество бутылок, либо давал игроку ещё. Таким образом, используя баги, можно получить практически неограниченное количество внутриигровых ценностей.
Отдельного внимания удостоился один из параметров игрового персонажа под названием «репутация». Являясь весьма интересной особенностью игры, она устанавливает отношения неигровых персонажей к игровому в зависимости от его поступков. Однако при постоянном убийстве бандитов и мародёров, как правило, шкала репутации практически не падает, сводя страх за репутацию отыгрываемого персонажа к нулю.

### Список наград
- «Лучшая русская игра» по версии Absolute Top AG[31].
- «Лучший дебют года» по версии портала PlayGround.ru[32].
- Вошла в пятёрку лучших игр года по версии интернет-портала iXBT.com, а также заняла второе место в номинации «Лучшая игра» в жанрах Quest и Adventure[33].
- Заняла второе место в номинациях «Лучший звуковой ряд», «Лучший сюжет» и «Самая атмосферная игра», а также третье место в номинации «Лучшая отечественная игра 2005» по версии портала CRPG.ru[34].
- Игра года по версии журнала ЛКИ[35].

## Classic HD
Переиздание игры с подзаголовком Classic HD, выпущенное в Steam и GOG 29 октября 2015 года, отличается от оригинала улучшенной графикой; в нём был исправлен ряд технических ошибок. Эта версия игры также содержит новую, улучшенную локализацию на английский язык — как перевод текста, так и заново озвученные на английском диалоги.

## Мор (2019)
В сентябре 2014 года студия Ice-Pick Lodge объявила о планах разработать ремейк игры под теми же самыми названиями «Мор (Утопия)» для России и Pathologic для остального мира. Студия открыла кампанию по сбору средств — 250 тысяч долларов США — на краудфандинговой платформе Kickstarter. Дыбовский называл ремейк «новой интерпретацией» сюжета старой игры и пояснял, что «прошлый раз мы его откровенно недотянули» — это касалось, например, «заваленного» сценария Самозванки. Студии удалось собрать даже больше денег — 333 127 долларов, что позволило обещать расширение города по сравнению с оригинальной игрой. В декабре 2016 года студия выпустила демоверсию под названием «Мор (Утопия): У мраморного гнезда» — первоначально она была эксклюзивной для тех, кто сделал пожертвование на Kickstarter. В марте 2017 года «У мраморного гнезда» стала доступной всем желающим. В 2017 году продюсером и издателем игры стала компаний tinyBuild; английское и русское названия игры были изменены на просто «Мор» и Pathologic 2 во избежание путаницы с первой частью. Музыку к ремейку написала российская группа Theodor Bastard; этот саундтрек был выпущен в 2017 году в виде отдельного альбома под названием Utopia. Игра «Мор», основанная на сценарии Гаруспика из «Мора (Утопии)» была выпущена в мае 2019 года. По данным агрегатора рецензий Metacritic, она получила «смешанные или посредственные» отзывы прессы. В разработке находится следующая игра «Мор 3» — она должна быть основана уже на сценарии Бакалавра и по масштабам быть сравнима с предыдущей игрой о Гаруспике. Её выход запланирован на 2025 году.